# Zmarli w grudniu 2019

## Grudzień 2019
- 31 grudnia
  - Bożena Jankowska – polska poetka[1]
  - Helena Kołaczkowska – polska literatka, autorka książek dla dzieci oraz tekściarka[2]
  - Edward Koziński – polski trener piłki ręcznej[3]
  - Marlena Makiel-Hędrzak – polska malarka i rysowniczka, dr hab.[4]
  - Krzysztof Marczewski – polski specjalista w zakresie chorób wewnętrznych, prof. zw. dr hab. n. med.[5]
  - Shahla Riahi – irańska aktorka i reżyserka filmowa[6]
  - Shyqyri Rreli – albański piłkarz i trener[7]
  - Andriej Sawin – rosyjski menadżer i sędzia żużlowy[8][9]
- 30 grudnia
  - Jerzy Bidziński – polski neurochirurg, prof. dr hab.[10][11]
  - Marion Chesney – szkocka pisarka[12]
  - Bolesław Czarnecki – polski specjalista w zakresie ogrodnictwa, wykładowca akademicki, działacz stowarzyszeniowy, redaktor prasy specjalistycznej[13][14][15][16]
  - Dragomir Draganow – bułgarski historyk i polityk[17]
  - Antônio Dumas – brazylijski piłkarz, trener[18]
  - Jan Fedder – niemiecki aktor[19]
  - Prosper Grech – maltański duchowny katolicki, augustianin, wieloletni konsultor Kongregacji Nauki Wiary, kardynał[20]
  - Krzysztof Kolba – polski aktor[21]
  - Harry Kupfer – niemiecki reżyser operowy[22]
  - Giovanni Innocenzo Martinelli – włoski duchowny katolicki, biskup[23]
  - Carl-Heinz Rühl – niemiecki piłkarz i trener[24]
  - Elizabeth Sellars – szkocka aktorka[25]
  - Hienadzij Walukiewicz – białoruski (radziecki) lekkoatleta, trójskoczek[26]
- 29 grudnia
  - Pieter Biesenkamp – niemiecki piłkarz[27]
  - Sebastián Ferrat – meksykański aktor[28]
  - Alasdair Gray – szkocki powieściopisarz[29]
  - Neil Innes – brytyjski aktor i autor tekstów piosenek[30]
  - Vaughan Oliver – brytyjski grafik, znany z projektowania okładek albumów dla 4AD[31][32]
  - Hilda Rebello – brazylijska aktorka[33]
  - Tomasz Sadowski – polski działacz społeczny, psycholog, przewodniczący zarządu Fundacji Pomocy Wzajemnej „Barka”[34]
  - Manfred Stolpe – niemiecki prawnik, działacz kościelny i polityk, premier Brandenburgii (1990–2002), minister transportu, budownictwa i mieszkalnictwa (2002–2005)[35]
  - Norma Tanega – amerykańska piosenkarka[36]
- 28 grudnia
  - Mirko Crepaldi – włoski kolarz[37]
  - Maria Czołnik – polska montażystka filmowa[38][39]
  - Dieter Danzberg – niemiecki piłkarz[40]
  - Vilhjálmur Einarsson – islandzki lekkoatleta, medalista olimpijski (1956)[41]
  - Konstantin Juczenkow – rosyjski aktor[42]
  - Thanos Mikrutsikos – grecki kompozytor i polityk, minister kultury (1994–1996)[43]
  - Elijah Nelson – amerykański basista, członek zespołu Black Breath[44][45][46]
  - Fred Richmond – amerykański polityk[47]
  - Bogumił Strzyżewski – polski specjalista w zakresie ekonomiki i organizacji produkcji zwierzęcej, prof. dr hab.[48]
  - Erzsébet Szőnyi – węgierska kompozytorka, pedagog[49]
  - Ryszard Tyrluk – polski działacz młodzieżowy, sekretarz Ogólnopolskiego Komitetu Pokoju[50][51]
- 27 grudnia
  - Hanna Buczyńska-Garewicz – polska filozof, specjalizująca się w filozofii współczesnej i semiotyce, prof. dr hab. uczestnik inicjatyw niezależnych w czasach PRL[52][53]
  - Mike Bundt – niemiecki muzyk, kompozytor i producent muzyczny[54]
  - Takehiko Endō – japoński polityk, minister rolnictwa (2007)[55]
  - Jerzy Gruca – polski dziennikarz i publicysta, watykanista[56]
  - Don Imus – amerykański dziennikarz radiowy i telewizyjny[57]
  - Gjergj Kaçinari – kosowski kompozytor[58]
  - Konrad Pakuła – polski wydawca, założyciel i wieloletni prezes wydawnictwa Akapit Press[59]
  - Ilias Rosidis – grecki piłkarz[60]
  - Jack Sheldon – amerykański trębacz jazzowy, piosenkarz i aktor[61]
  - Art Sullivan – belgijski piosenkarz[62]
  - Teresa Trzeciak – polska towaroznawczyni, nauczycielka akademicka, działaczka hospicyjna[63][64]
  - José Varela – francuski aktor i pisarz[65]
- 26 grudnia
  - Jocelyn Burdick – amerykańska polityk[66]
  - Hans-Jörg Criens – niemiecki piłkarz[67]
  - Nicolas Estgen – luksemburski nauczyciel, polityk, eurodeputowany[68]
  - Jerry Herman – amerykański kompozytor, autor tekstów piosenek[69]
  - Danuta Kern-Niewadzi – polska twórczyni w zakresie malarstwa, grafiki artystycznej i użytkowej oraz tkaniny artystycznej[70][71]
  - Janusz Kupczak – polski specjalista w zakresie nauk o polityce, dr hab.[72][73][74]
  - Sleepy LaBeef – amerykański piosenkarz, muzyk i aktor[75]
  - Sue Lyon – amerykańska aktorka[76]
  - Duncan MacKay – szkocki piłkarz[77]
  - Đorđe Nenadović – serbski aktor i komik[78]
  - Gary Starkweather – amerykański inżynier, wynalazca drukarki laserowej[79]
  - Eugeniusz Tyrajski – polski działacz podziemia niepodległościowego w okresie II wojny światowej, wiceprezes Związku Powstańców Warszawskich[80]
  - Galina Wołczek – rosyjska aktorka oraz reżyser teatralny[81]
- 25 grudnia
  - Dario Antoniozzi – włoski prawnik, polityk, minister, eurodeputowany[82]
  - Bekim Bauta – północnomacedoński sędzia piłkarski, pochodzenia albańskiego[83]
  - Ari Behn – norweski pisarz[84]
  - Bogumił Bujak – polski działacz na rzecz sportu osób niepełnosprawnych, kawaler orderów[85]
  - Neville Buswell – brytyjski aktor[86]
  - Táňa Fischerová – czeska aktorka, pisarka i polityk[87]
  - Kelly Fraser – kanadyjska piosenkarka[88]
  - Waldemar Iniarski – polski inżynier nawigator i przedsiębiorca, działacz samorządowy[89]
  - Bogdan Jastrzębski – polski samorządowiec, Sprawiedliwy wśród Narodów Świata[90]
  - Mieczysław Józefczyk – polski historyk, duchowny diecezji elbląskiej[91]
  - Peter Schreier – niemiecki śpiewak operowy (tenor liryczny), dyrygent[92]
  - Alina Wiercińska – polski antropolog, dr hab.[93][94]
- 24 grudnia
  - Giacomo Bazzan – włoski kolarz[95]
  - Andrew Dunbar – brytyjski aktor[96]
  - Walter Horak – austriacki piłkarz[97]
  - Geertje Kuijntjes – holenderska superstulatka[98][99]
  - Danuta Madeyska – polska arabistka, prof. dr hab.[100][101]
  - Eva Pëllumbi – albańska aktorka[102]
  - Henryk Przybyła – polski specjalista w zakresie górnictwa, dr hab. inż.[103][104]
  - Dave Riley – amerykański gitarzysta basowy[105]
  - Eutymiusz – grecki duchowny prawosławny, biskup[106]
  - Werner Franz Siebenbrock – niemiecki duchowny rzymskokatolicki, biskup[107]
  - Edward Sikora – polski samorządowiec, wicewojewoda poznański (1990–1996)[108]
  - Allee Willis – amerykańska autorka piosenek[109]
- 23 grudnia
  - Edward Bald – polski chemik, prof. dr hab.[110][111]
  - Wander Bertoni – austriacki artysta[112]
  - Alicja Boniuszko – polska tancerka baletowa i choreograf[113]
  - John Cain – australijski polityk[114]
  - Carl Deckard – amerykański wynalazca[115]
  - Florian Fornal – polski duchowny rzymskokatolicki,  Honorowy Obywatel Miasta Biłgoraj[116][117]
  - Ahmed Gaid Salah – algierski generał, szef sztabu armii[118]
  - Alan Harrington – walijski piłkarz, reprezentant kraju[119]
  - Jerzy Kostiuk – polski uczestnik II wojny światowej, major WP w stanie spoczynku, autor publikacji wspomnieniowych[120][121][122]
  - Stanisław August Morawski – polski działacz polonijny we Włoszech[123]
  - Mustafa Mujezinović – bośniacki inżynier, dyplomata i polityk, premier Federacji Bośni i Hercegowiny (2009–2011)[124]
  - Mehmet Myftiu – albański pisarz i więzień polityczny[125]
  - Ilija Peczikamykow – bułgarski zapaśnik i trener[126]
  - Charles Rubia – kenijski polityk[127]
  - Lothar Schmiedel – niemiecki piłkarz[128]
- 22 grudnia
  - Tony Britton – brytyjski aktor[129]
  - Ram Dass – amerykański nauczyciel duchowy, pisarz, a wcześniej także psycholog, profesor na Uniwersytecie Harvarda[130]
  - Tadeusz Jurasz – polski aktor[131]
  - Marika Kallamata – albańska aktorka[132]
  - Fritz Künzli – szwajcarski piłkarz[133]
  - Jacek Machciński – polski piłkarz i trener piłkarski[134]
  - Stanisław Majewski – polski specjalista w zakresie modelowania materiałów i konstrukcji, prof. dr hab. inż.[135]
  - Edward Pałłasz – polski kompozytor muzyki filmowej[136]
  - Édison Realpe – ekwadorski piłkarz[137]
  - Elisabeth Spencer(inne języki) – amerykańska pisarka[138]
  - Gary Talbot – angielski piłkarz[139]
  - Władysław Wisz – polski taternik i alpinista, ratownik górski[140]
  - Jacek Włodarczyk – polski architekt, prof. dr hab. inż. arch.[141]
- 21 grudnia
  - Stefan Angełow – bułgarski zapaśnik, medalista olimpijski[142]
  - Leslie Brent – brytyjski immunolog pochodzenia żydowskiego[143]
  - Louis Jenkins(inne języki) – amerykański poeta[144]
  - Isaac Kramnick – amerykański historyk[145]
  - Martin Peters – angielski piłkarz, reprezentant kraju[146][147]
  - Bohdan Piechota – polski adwokat, sędzia Sądu Najwyższego[148]
  - Krystyna Rotkiewicz – polska chemiczka, prof. dr hab.[149][150]
  - Sam Strahan – nowozelandzki rugbysta[151]
  - Emanuel Ungaro – francuski projektant mody pochodzenia włoskiego[152]
  - Krisztián Zahorecz – węgierski piłkarz[153]
- 20 grudnia
  - Matti Ahde – fiński polityk minister spraw wewnętrznych (1982–1983), minister środowiska (1983–1987), przewodniczący parlamentu (1987–1989)[154]
  - Zilda Cardoso – brazylijska aktorka[155]
  - Michał Chorośnicki – polski prawnik i politolog, profesor Uniwersytetu Jagiellońskiego[156]
  - Stefan Garwatowski – polski malarz i grafik[157]
  - Billy Hughes – szkocki piłkarz, reprezentant kraju[158]
  - Junior Johnson – amerykański kierowca wyścigowy[159]
  - Miliana Lenak – macedońska aktorka i reżyserka[160]
  - Jan Stanisław Lipiński – polski matematyk, prof. zw. dr hab.[161][162]
  - Józef Maślanka – polski muzyk i tancerz ludowy, folklorysta, budowniczy instrumentów tradycyjnych[163][164][165][166][167]
  - Roland Matthes – niemiecki pływak, reprezentant NRD, wielokrotny medalista olimpijski[168].
  - Tadeusz Nowogórski – polski uczestnik II wojny światowej, powstaniec warszawski, kawaler orderów[169]
  - Marko Orlandić – czarnogórski i jugosłowiański polityk i dyplomata[170]
  - Ryszard Radwański – polski aktor[171]
- 19 grudnia
  - Ricardo Barbero – hiszpański karateka[172]
  - Francisco Brennand – brazylijski rzeźbiarz[173]
  - Bogdan Bujak – polski działacz opozycji w okresie PRL[174][175]
  - Kazimierz Brzeziński – polski dziennikarz i publicysta[176]
  - Jules Deelder(inne języki) – holenderski poeta i performer[177]
  - Andrzej Lorenz – polski filozof, prof. dr hab.[178][179]
  - Saoul Mamby – amerykański bokser, b. mistrz świata federacji WBC[180]
  - Tadeusz Mendel – polski ekonomista, rektor uczelni wyższych, Honorowy Obywatel Śmigla[181]
  - Eugeniusza Madonia – polski działacz podziemia niepodległościowego w okresie II wojny światowej oraz podziemia antykomunistycznego, kawaler orderów[182][183]
  - Stanisław Otok – polski geopolityk, prof. dr hab.[184]
  - Andrzej Hieronim Stępniak – polska ekonomista, prof. dr hab.[185][186]
  - Shahdon Winchester – trynidadzki piłkarz, reprezentant kraju[187]
- 18 grudnia
  - Patxi Andión – hiszpański aktor i piosenkarz[188]
  - Claudine Auger – francuska aktorka[189]
  - Alain Barrière – francuski piosenkarz i kompozytor[190]
  - Tunç Başaran – turecki reżyser i scenarzysta[191]
  - Abdollah Chodabande – irański zapaśnik[192]
  - Zbigniew Klusek – polski fizyk, prof. dr hab.[193][194]
  - Kenny Lynch – brytyjski piosenkarz i aktor[195]
  - Arty McGlynn – irlandzki gitarzysta[196]
  - Mira Minga – albańska aktorka[197]
  - Marek Ostrowski – polski biolog, przyrodnik, wykładowca akademicki, varsavianista i fotograf[198][199]
  - Abbey Simon – amerykański pianista i pedagog[200]
  - Arvydas Šliogeris – litewski filozof[201]
  - Benjamin Uwajumogu – nigeryjski polityk[202]
- 17 grudnia
  - Siergiej Alimow – rosyjski artysta[203]
  - Władysław Balicki – polski ekonomista, dr hab., rektor Wyższej Szkoły Bankowej w Poznaniu (1994–2010)[204]
  - Karin Balzer –  wschodnioniemiecka lekkoatletka, mistrzyni olimpijska (1964)[205]
  - Enzio d’Antonio – włoski duchowny rzymskokatolicki, biskup Lanciano-Ortony[206]
  - George Dewar – szkocki piłkarz[207]
  - Edmund Geppert – polski samorządowiec, burmistrz Grabowa nad Prosną[208]
  - Wolfgang Gottstein – niemiecki duchowny rzymskokatolicki, ksiądz prałat, tłumacz, Honorowy Obywatel Kamiennej Góry[209][210]
  - Ewa Hensz-Chądzyńska – polska matematyczka, dr hab.[211][212]
  - Bronco Horvath – kanadyjski hokeista[213]
  - Edward Kinas – polski działacz żeglarski, regatowiec[214]
  - Scot Kleinendorst – amerykański hokeista[215]
  - Shreeram Lagoo – indyjski aktor[216]
  - Mirosław Ugowski – polski działacz regionalny, popularyzator baśki[217][218]
- 16 grudnia
  - Basil Butcher – gujański krykiecista[219]
  - Mama Cax – haitańsko-amerykańska modelka[220]
  - Bronisław Firla – polski architekt i malarz, uczestnik II wojny światowej, działacz kombatancki i społeczny, kawaler orderów[221]
  - Hans Leo Kornberg – amerykański biochemik, niemieckiego pochodzenia[222]
  - Ryszard Kozłowski – polski działacz kulturalny i choreograf[223][224]
  - Bernard Lefèvre – francuski piłkarz[225]
  - Bertrand Lemennicier – francuski ekonomista[226]
  - Danuta Pupek-Musialik – polska specjalista chorób wewnętrznych, prof. dr hab. n. med.[227][228]
  - Edward Sabik – polski funkcjonariusz służb bezpieczeństwa, dyplomata i filolog, ambasador w Portugalii (1989–1991)[229]
  - Agnieszka Samsonowicz – polska historyczka i archiwistka[230]
- 15 grudnia
  - Chuy Bravo – meksykański aktor i komik[231]
  - Jean de Viguerie – francuski historyk[232]
  - Nicky Henson – brytyjski aktor i kompozytor[233]
  - Roman Kałamarz – polski samorządowiec, wieloletni naczelnik i wójt gminy Jarosław[234]
  - Monique Leyrac – kanadyjska aktorka, piosenkarka[235]
  - Chuck Peddle – amerykański inżynier, twórca procesora MOS Technology 6502[236]
  - Kazimierz Sykut – polski chemik, prof. dr hab.[237][238]
  - Arkadij Zastyrec – rosyjski pisarz, poeta i dramaturg[239]
- 14 grudnia
  - John Briley – amerykański scenarzysta i producent filmowy. Zdobywca Oscara[240]
  - Uładzimir Cypłakou – białoruski hokeista[241]
  - André Gaumond – kanadyjski duchowny katolicki, arcybiskup[242]
  - Henri Van Herwegen – belgijski rzeźbiarz[243]
  - Anna Karina – duńska aktorka[244][245]
  - Bernard Lavalette – francuski aktor[246]
  - Stanisław Podgórski – polski redemptorysta, wykładowca teologii moralnej, pisarz, poeta, kaznodzieja Radia Wolna Europa[247]
  - Gita Siddharth – indyjska aktorka[248]
- 13 grudnia
  - Gerd Baltus – niemiecki aktor[249]
  - Tadeusz Bieńkowicz – polski generał brygady WP, podoficer AK oraz żołnierz podziemia antykomunistycznego, ofiara represji stalinowskich[250]
  - Lawrence Bittaker – amerykański seryjny morderca[251]
  - Jekatierina Durowa – rosyjska aktorka[252]
  - Jerzy Górzyński – polski puzonista i działacz muzyczny, solista orkiestry Stefana Rachonia[253][254]
  - Christopher Jackson – brytyjski polityk i menedżer, eurodeputowany I, II i III kadencji (1979–1994)[255]
  - Uwe Jensen – duńsko-amerykański przedsiębiorca, deputowany krajowy i europejski[256]
  - Sheila Mercier – angielska aktorka[257]
  - Philip Osondu – nigeryjski piłkarz[258]
  - Benur Paszajan – armeński zapaśnik, mistrz świata (1982–1983)[259]
  - Krystyna Ściwiarska – polska działaczka społeczna, dama Orderu Uśmiechu[260]
  - Jan Aleksander Wajand – polski silnikowiec, prof. dr hab. inż.[261][262]
- 12 grudnia
  - Danny Aiello – amerykański aktor[263]
  - Dalton Baldwin – amerykański pianista[264]
  - Józef Boniek – polski piłkarz i trener[265]
  - Jorge Hernández – kubański bokser, mistrz olimpijski (1976)[266]
  - Joseph A. Herter – amerykański dyrygent i kierownik chórów działający w Polsce[267]
  - Helena Kasperska – polski archeolog, dyrektor Muzeum Regionalnego im. Hieronima Ławniczaka w Krotoszynie (1987–2013)[268][269]
  - Iwan Kityk – ukraiński fizyk, prof. dr hab.[270][271]
  - Albina Kuraś – polska skrzypaczka[272][273]
  - Gunnar Smoliansky – szwedzki fotograf[274]
  - Peter Snell – nowozelandzki lekkoatleta, średniodystansowiec, trzykrotny mistrz olimpijski (1960, 1964)[275][276]
  - Janina Stolińska-Janic – polska ekonomistka, dr hab.[277][278]
  - Rafaela Włodarczak – polska zakonnica (elżbietanka), misjonarka, założycielka sierocińców w Jerozolimie i Betlejem, dama orderów[279][280]
  - Leon Żelewski – polski biochemik, prof. dr hab.[281][282]
- 11 grudnia
  - David Bellamy – angielski biolog, przyrodnik i prezenter telewizyjny[283][284]
  - Albert Bertelsen – duński malarz[285]
  - Nicole de Buron – francuska pisarka[286]
  - Andrzej Cieński – polski literaturoznawca i bibliolog, prof. dr hab.[287][288]
  - Paul Crossley – brytyjski historyk sztuki[289][290]
  - Monique Drilhon – francuska lekkoatletka[291]
  - Wiesław Gniazdowski – polski uczestnik II wojny światowej, działacz kombatancki, kawaler orderów[292][293]
  - Marek Jarocki – polski samorządowiec, burmistrz Strykowa[294]
  - Jiří Jirmal – czeski gitarzysta muzyki klasycznej i jazzowej[295]
  - Stefan Matalewski – polski meteorolog, oceanolog, alpinista, polarnik, podróżnik i wykładowca akademicki[296][297]
  - William McFeely – amerykański historyk, laureat Nagrody Pulitzera[298]
  - Henry Ssentongo – ugandyjski duchowny katolicki, biskup[299]
  - Martin Warnke – niemiecki historyk sztuki[300]
  - Anna Włodarczyk – polska charakteryzatorka filmowa[301]
  - Tadeusz Wrotkowski – polski samorządowiec i geodeta, starosta górowski (2002), burmistrz Góry (2002–2007)[302]
- 10 grudnia
  - Attila Jamrozik – polski projektant, działacz na rzecz ochrony zabytków[303]
  - Andrzej Jarosz – polski historyk sztuki, dyrektor Muzeum Współczesnego Wrocław[304]
  - Barrie Keeffe – angielski dramaturg i scenarzysta[305]
  - Gershon Kingsley – amerykański kompozytor, pionier muzyki elektronicznej[306]
  - Jurij Łużkow – rosyjski polityk i samorządowiec, mer Moskwy (1992–2010)[307]
  - Philip McKeon – amerykański aktor[308]
  - Adam Słodowy – polski major, popularyzator majsterkowania, osobowość telewizyjna, autor książek i scenariuszy[309]
  - Jim Smith – angielski piłkarz i trener[310]
  - Krzysztof Spałek – polski botanik, fitosocjolog, nauczyciel akademicki, odkrywca stanowiska paleontologicznego w Krasiejowie[311][312]
  - Mikołaj Szymczak – polski samorządowiec i nauczyciel, starosta powiat jarociński (2010–2014)[313]
- 9 grudnia
  - Wawrzyniec Ehrlich – polski działacz rynku motoryzacyjnego, kawaler orderów[314][315][316]
  - Marie Fredriksson – szwedzka piosenkarka, kompozytorka i wokalistka zespołu Roxette[317]
  - Edward Gierski – polski funkcjonariusz pożarnictwa, st. bryg. w st. spocz., kawaler orderów[318][319]
  - Jan Janicki – polski inżynier i działacz partyjny, I sekretarz KW PZPR w Kaliszu[320]
  - Stanisław Kasprzysiak – polski tłumacz, eseista, prozaik i archeolog[321]
  - Detlef Pirsig – niemiecki piłkarz i trener[322]
  - José Mauro Ramalho de Alarcón Santiago – brazylijski duchowny katolicki, biskup[323]
  - Zoran Rankić – serbski aktor[324]
  - Imre Varga – węgierski malarz i rzeźbiarz[325]
  - Kim Woo-jung – południowokoreański biznesmen, założyciel koncernu i szef Daewoo[326]
- 8 grudnia
  - René Auberjonois – amerykański aktor i reżyser[327]
  - Wilhelm Helms – niemiecki polityk i rolnik, deputowany krajowy i europejski[328]
  - Hirokazu Kanazawa – japoński karateka, założyciel Shotokan Karate-Do International Federation[329]
  - Jerzy Maksymilian Loba – polski specjalista chorób wewnętrznych, prof. dr hab. n. med.[330][331][332]
  - Waldemar Miska – polski piłkarz[333]
  - Rogério Pipi – portugalski piłkarz, reprezentant kraju[334]
  - Barbara Reklewska – polski zootechnik, prof. dr hab.[335][336]
  - Zofia Sienieńska – polska uczestniczka II wojny światowej, powstaniec warszawski, wyróżniona tytułem Sprawiedliwy wśród Narodów Świata[337]
  - Caroll Spinney – amerykański aktor i satyryk[338]
  - Piero Terracina – włoski świadek Holocaustu pochodzenia żydowskigo[339]
  - Henryk Troszczyński – polski żołnierz AK, porucznik rezerwy Wojska Polskiego, uczestnik powstania warszawskiego[340]
  - Paul Volcker – amerykański ekonomista[341]
  - Zvonimir Vujin – jugosłowiański bokser amator, dwukrotny brązowy medalista olimpijski[342]
  - Juice Wrld – amerykański raper, autor tekstów[343][344]
  - Alfred Wrzeski – polski zawodnik piłki ręcznej[345][346]
- 7 grudnia
  - Berkley Bedell – amerykański polityk, członek Izby Reprezentantów z Iowa (1975–1987)[347]
  - Sławomir Belina – polski malarz, twórca performance, fotograf[348][349]
  - Reinhard Bonnke – niemiecki protestancki misjonarz, znany z wielkich kampanii ewangelizacyjnych na całym kontynencie afrykańskim[350]
  - Starzec Efrem z Arizony – grecki zakonnik prawosławny, odnowiciel monastycyzmu na kontynencie amerykańskim[351]
  - Bump Elliott – amerykański futbolista i trener[352]
  - Kate Figes – angielska pisarka[353]
  - Tadeusz Jakubowski – polski architekt, Honorowy Obywatel Pruszkowa (2019)[354]
  - Herbert Joos – niemiecki trębacz jazzowy, flecista, grafik[355]
  - Jerzy Kowecki – polski historyk[356][357][358]
  - Barbara Łopuska-Fiołek – polska działaczka konspiracji niepodległościowej w czasie II wojny światowej, dama orderów[359][360]
  - Ron Saunders – angielski piłkarz i menedżer piłkarski[361]
  - Zaza Uruszadze – gruziński reżyser i scenarzysta filmowy[362]
  - Wojciech Woźniak – polski dziennikarz[363]
- 6 grudnia
  - Janusz Dzięcioł – polski polityk, poseł na Sejm RP, zwycięzca pierwszej polskiej edycji programu Big Brother[364]
  - Irena Laskowska – polska aktorka[365]
  - Ron Leibman – amerykański aktor i scenarzysta[366]
  - Józef Ławnik – polski historyk, profesor nauk humanistycznych, oficer Milicji Obywatelskiej, działacz komunistyczny[367]
  - Bartomeu Melià – hiszpański jezuita zamieszkały w Peru, badacz Indian Guarani[368]
  - Conrad de Meester – belgijski zakonnik rzymskokatolicki, karmelita bosy, dziennikarz, historyk i publicysta[369]
  - Stojanka Mutafowa – bułgarska aktorka[370]
  - Witold Ochremiak – polski dziennikarz[371]
  - Krystyna Skolecka-Kona – polska prawniczka, adwokat, działaczka opozycji w okresie PRL[372][373]
  - Krzysztof Uniłowski – polski krytyk literacki, historyk i teoretyk literatury, prof. dr hab.[374]
  - Piotr Waroczewski – polski uczestnik II wojny światowej, powstaniec warszawski, kawaler orderów[375][376]
- 5 grudnia
  - Pietro Brollo – włoski duchowny katolicki, arcybiskup[377]
  - Czesław Dawiec – polski bokser[378]
  - Marvin Goodfriend – amerykański ekonomista[379]
  - George Laurer – amerykański inżynier i wynalazca[380]
  - Tohir Miralyev – uzbecki aktor[381]
  - Miłosz Sowa – polski dziennikarz[382][383][384]
  - Robert Walker Jr. – amerykański aktor[385]
- 4 grudnia
  - Javier Aguirre – hiszpański reżyser[386]
  - Leonard Goldberg – amerykański producent filmowy[387][388]
  - Azucena Hernández – hiszpańska aktorka[389]
  - Adam Hulanicki – polski chemik, profesor Wydziału Chemii Uniwersytetu Warszawskiego, członek korespondent Polskiej Akademii Nauk[390]
  - Ján Eugen Kočiš – słowacki duchowny katolicki, biskup[391]
  - Janina Ludawska – polsko-żydowska teatrolog oraz działaczka na rzecz osób zarażonych wirusem HIV zamieszkała w Szwecji[392][393]
  - Lesław Łabaziewicz – polski ortopeda, prof. dr hab.[394][395]
  - Borivoje Mladenović – serbski baletmistrz[396]
  - Carl Muller(inne języki) – lankijski poeta i pisarz[397]
  - Hanna Polk – polska aktorka[398]
  - Bob Willis – angielski krykiecista[399]
- 3 grudnia
  - Witold Włodzimierz Bednarz – polski działacz opozycji w okresie PRL[400]
  - Giovanni Bertini – włoski piłkarz[401]
  - André Daguin – francuski kuchmistrz[402]
  - Jóhann Eyfells – islandzki artysta[403]
  - Wanda Gugnacka-Fiedor – polski biolog, dr hab.[404]
  - Islamija Machmutowa – rosyjska aktorka, pochodzenia tatarskiego[405]
  - Josie Rubio – amerykańska pisarka i dziennikarka[406]
  - Ryszard Szadaj – polski aktor[407][408]
  - Henryk Wiśniewolski – polski nauczyciel i działacz społeczny, kawaler orderów[409]
- 2 grudnia
  - Vitalijus Cololo – litewski aktor, komik i osobowość telewizyjna[410]
  - Richard Easton – kanadyjski aktor[411]
  - D.C. Fontana – amerykańska scenarzystka telewizyjna[412]
  - Edward Gorczaty – polski ksiądz, misjonarz[413]
  - Francesco Janich – włoski piłkarz[414]
  - Stanisław Koncewicz – polski metalurg, prof. dr hab. inż., rektor Politechniki Rzeszowskiej (1980)[415][416]
  - Robert K. Massie – amerykański historyk, pisarz[417]
  - Johann Baptist Metz – niemiecki teolog[418]
  - Robert Saciuk – polski psycholog, profesor Uniwersytetu Wrocławskiego i Akademii Sztuk Pięknych we Wrocławiu[419]
  - Greedy Smith – australijski wokalista, członek zespołu Mental As Anything[420]
  - Mutaib ibn Abd al-Aziz Al Su’ud – saudyjski książę, przedsiębiorca[421]
  - Janina Szulecka – polski architekt, współprojektantka Nowego Bródna[422][423]
- 1 grudnia
  - André Amiel – francuski piłkarz ręczny i działacz sportowy[424]
  - Henri Biancheri – francuski piłkarz[425]
  - Miguelina Cobián – kubańska lekkoatletka, sprinterka[426]
  - Miguel Hesayne – argentyński duchowny katolicki, biskup[427]
  - Wiesław Krawczyński – polski działacz kombatancki, sybirak[428][429][430]
  - Zaira Lebanidze – gruzińska aktorka[431]
  - Shelley Morrison – amerykańska aktorka[432]
  - Feliks Sikora – polski pedagog, regionalista, poeta, publicysta i pisarz, bibliofil, muzealnik[433]
  - Paul Sirba – amerykański duchowny katolicki, biskup[434]
  - Artur Smolski – polski funkcjonariusz pożarnictwa, kawaler orderów[435][436][437]
  - Paula Tilbrook – angielska aktorka[438]

- data dzienna nieznana
  - Helena Bojarczuk – polska regionalistka, dyrektor Muzeum im. ks. Stanisława Staszica w Hrubieszowie[439]
  - Wanda Brysz – polska dziennikarka[440]